# Quý tộc xuất thân thường dân
Từ thời Cộng Hòa La Mã, nobilis (tiếng Latinh: nōbilis, n.đ. 'có danh tiếng', số nhiều: nōbilēs, là gốc của từ noble) là một thuật ngữ mô tả một đẳng cấp xã hội, thường dùng để chỉ một thành viên của gia đình từng đạt đến cấp quan chấp chính trong thể hệ thăng tiến La Mã (cursus honorum). Những người thuộc về các gia đình truyền thống quý tộc được xem là quý tộc (patricia), nhưng những thường dân có tổ tiên dòng nam là quan chấp chính cũng được xem là quý tộc (nobiles). Sự chuyển tiếp qua nobilitas đòi hỏi sự thăng tiến của một cá nhân kiệt xuất, người được xem là một "người mới" (novus homo). Hai trong số các gương mặt điển hình của "người mới" là Gaius Marius, người bảy lần giữ chức quan chấp chính, và nhà hùng biện Marcus Tullius Cicero.
Chiến tranh Samnite lần thứ hai (326–304 TCN) là thời kỳ cho ra đời bộ máy cầm quyền gồm cả những quý tộc và thường dân đã bước lên nấc thang quyền lực. Từ giữ thế kỷ 4 tới đầu thế kỷ 3 TCN, nhiều nhiệm kỳ đắc cử chức chấp chính gồm cả quý tộc lẫn thường dân (một nhiệm kỳ một năm sẽ có hai vị quan chấp chính cùng đảm nhiệm) gợi ra một chiến lược hợp tác chính trị chủ định.
Các nỗ lực học thuật định nghĩa từ nobilitas dẫn đến tranh cãi về cách từ này được dùng cụ thể thế nào trong các nguồn tham khảo cổ xưa. Fergus Millar chỉ ra rằng nobilis là một từ mô tả được dùng vào thời Hậu-Cộng Hòa, và không phải là một thuật ngữ chuyên dụng cho một tầng lớp xã hội nhất định theo cách hiểu về hệ thống giai cấp chính thống. Matthias Gelzer giữ quan điểm thuật ngữ này được dành riêng cho các hậu duệ của các quan chấp chính, đồng thời chỉ ra Munatius Plancus, chấp chính được chỉ định (consul designatus) năm 42 TCN, là người cuối cùng trở thành tổ tiên của một nobilis. P.A. Brunt, ảnh hưởng bởi quan điểm của Theodor Mommsen, sắp xếp các bằng chứng về cách sử dụng rộng hơn cho rằng mọi chức quan được ngồi trên chiếc ghế ngà (curulis, biểu tượng quyền lực của các quan La Mã) có thể đều tạo ra một khí chất của nobilitas. Thuật ngữ không được tìm thấy trong văn học thời Trung-Cộng Hòa, và được sử dụng rất lâu sau khi các thay đổi xã hội và chính trị tạo ra những "quý tộc" xuất thân thường dân đầu tiên.
Trong thời trị vì của Augustus, một nobilis được thuận tiện hơn trong sự nghiệp thăng tiến để trở thành quan chấp chính, với yêu cầu về tuổi thấp hơn trước, có thể là ở tuổi 32. Những phụ nữ là con cháu của các quan chấp chính thời Augustus cũng được xem là xuất thân từ gia đình quý tộc. Theo cách dùng thuật ngữ này của Tacitus và Pliny Minor, một nobilis là hậu duệ của giai cấp quý tộc thời Cộng Hòa. Ý nghĩa của nobilis cũng phát triển giữa thời đế quốc.

## Phụ chú
1. ↑  E.T. Salmon, Samnium and the Samnites (Cambridge University Press, 1967), p. 217.
2. ↑  Gary Forsythe, A Critical History of Early Rome: From Prehistory to the First Punic War (University of California Press, 2005), p. 269.
3. ↑  Matthias Gelzer, Die Nobilität der römischen Republik (1912).
4. ↑  Chỉ định bởi Julius Caesar khi đang là quan độc tài.
5. ↑  Matthias Gelzer, trong Hermes 50 (1915) 395ff., được chú thích bởi Syme, The Augustan Aristocracy p. 51, nhận xét rằng "quan điểm khác thường và có thể bị công kích."
6. ↑  P.A. Brunt, "Nobilitas and novitas," Journal of Roman Studies 72 (1982) 1–17.
7. ↑  Fergus Millar, "The Political Character of the Classical Roman Republic, 200–151 B.C.," as reprinted in Rome, the Greek World, and the East (University of North Carolina Press, 2002), p. 126 online, vốn được xuất bản trong Journal of Roman Studies 74 (1984) 1–19.
8. ↑  Ronald Syme, The Augustan Aristocracy (Oxford University Press, 1989, 2nd ed.), pp. 50–52 online.
9. ↑  Pliny, Panegyricus Traiani 69.5: illos ingentium virorum nepotes, illos posteros libertatis ("những đứa cháu trai của những người vĩ đại, những hậu duệ của quyền tự do").